# Bob Boon
Bob Boon (Merchtem, 2 juli 1925 - Brussel, 14 februari 1998) was een Vlaams radio- en televisiepresentator en producent van televisieprogramma's op de publieke omroep BRT.

## Loopbaan
Volgde humaniora Grieks-Latijn aan het Heilig-Hartcollege (Ganshoren) waar hij behoorde tot de eerste promotie 1945 samen met Jacques De Staercke en Jos Pelgrims. Boon startte in 1950 bij het Nationaal Instituut voor Radio-omroep als regisseur en omroeper nadat hij zijn rechtenstudies aan de Katholieke Universiteit Leuven had stopgezet.
Vanaf oktober 1953 presenteerde hij op het NIR het ontspanningsprogramma Omroep-Ommeganck. Hij was een pleitbezorger voor de lichte muziek en schreef dit in 1954 neer in Pleidooi voor de lichte muze. Boon werd muziekprogrammeur bij het N.I.R en op zijn initiatief richtte Francis Bay in 1956 het amusementsorkest op dat alle showprogramma's verzorgde en dat tot in 1979 instond voor de begeleiding van de Vlaamse artiesten die afgevaardigd werden op het Eurovisiesongfestival.
In het midden van de jaren 1950 werkte hij ook voor de Vlaamse televisie. Van 1958 tot 1967 presenteerde hij er showprogramma's zoals Canzonissima en samen met Nora Steyaert presenteerde hij jeugdprogramma's zoals Tienerklanken.
In 1962 publiceerde hij De geschiedenis van de jazz.
In 1963 richtte hij op vraag van Paul Van Dessel een koor op dat voornamelijk lichte muziek bracht. Het ensemble kreeg al vlug de naam Bob Boon Singers en ging na enige tijd een eigen leven leiden, los van de omroep. Boon bleef er actief als dirigent en voorzitter tot in 1976.
Boon was vast benoemd bij de radio. In 1967 was hij de medestichter van  de gewestelijke Omroep Brabant van Radio 2. 
In 1975 werd Boon productieleider bij de dienst "Ontspanning" op de televisie en lag hij mee aan de basis van programma's zoals Van pool tot evenaar met Nand Baert, Mezza Musica met Eva Maria en Hitring met Kurt Van Eeghem. In 1981 wisselde hij "Ontspanning" voor "Vrije Tijd" en in 1986 ging hij met pensioen.